# 麻鈴
麻鈴（まりん、1990年6月23日 - ）は、日本の女優、声優。東京都出身。プロダクション・タンク所属。

## 来歴
武蔵野美術大学工芸工業デザイン科中退。アミューズメントメディア総合学院卒業。

## 人物
特技はクラシックバレエ（15年）、歌、ピアノ、線画、マッサージ。資格は普通自動車免許（ペーパー）。

## 出演

### テレビドラマ
- 仮面ライダーエグゼイド（2016年）
- やすらぎの刻〜道（2019年） - 声の出演
- 聖域 警視庁強行犯係・樋口顕（2019年） - 声の出演
- 砂の器（2019年） - 声の出演
- 一億円のさようなら（2020年）
- ランチ合コン探偵 〜恋とグルメと謎解きと〜（2020年）- 声の出演
- 呪縛 警視庁強行犯係・樋口顕（2020年）- 声の出演
- ドクターホワイト（2022年）
- 警視庁・捜査一課長6（2022年） - 声の出演
- クロサギ（2022年） - 声の出演
- 親愛なる僕へ殺意をこめて（2022年） - 声の出演
- テッパチ!（2022年） - 声の出演
- 忍者に結婚は難しい（2023年）
- ダブルチート 偽りの警官 Season2 第2話（2024年7月6日、WOWOW） - アナウンサー 役[4]
- 日本一の最低男 ※私の家族はニセモノだった 最終話（2025年3月20日、フジテレビ） - 記者 役

### 映画
- 君のまなざし（2017年） - 声の出演
- ラプラスの魔女（2018年） - 声の出演
- さらば青春、されど青春。（2018年） - 声の出演

### テレビアニメ
- 夢王国と眠れる100人の王子様（2018年、町の人）
- 刀使ノ巫女 刻みし一閃の燈火（2020年、オペレーター）

### Webアニメ
- 放課後のブレス（2023年、ホーマ）[5]

### ゲーム
- 黒い砂漠（2017年、少年、少女、女性）
- ポケモンガオーレ（2018年、むくちなしょうねんのケイタ）
- モンスターストライク（2018年、まつ、ファーブル、ベディヴィア）
- リネージュM（2018年、エルシャベ）
- 原神（2020年）

### 吹き替え

#### 映画
- 恋するブロンド・キャスター

#### ドラマ
- ヴァイキング 〜海の覇者たち〜
- グランド・アーミー
- シカゴ・メッド（リー捜査官）
- ヘチ 王座への道（宣懿王后〈ソン・ジイン〉）
- MACGYVER/マクガイバー

### ボイスオーバー
- ソーイング・ビー5（ロラトゥ）
- プロジェクト・ランウェイ15

### ナレーション
- Amazonオーディブル
  - 「一流のサービスを受ける人になる方法」
  - 「精神科ピアサポート」
  - 「AFFECTIVE DESIGN webムービー」
  - 「発券機取扱いビデオ」
  - 「株主総会映像」
  - 「ファンド商品説明ビデオ」
  - 「ミニストーリーで覚える JLPT日本語能力試験ベスト単語N4 合格1200」

### VP
- ImSAFERビデオ
- 接客研修用ビデオ

### 舞台
- シェイクスピア物語 〜真実の愛〜（ダリル）